# Erythrura
Erythrura là một chi chim trong họ Estrildidae.

## Các loài
Có 10-13 loài trong chi này. Erythrura gouldiae thường được gộp vào đây.
- Erythrura coloria: Di tai đỏ
- Erythrura cyaneovirens: Di đầu đỏ
- Erythrura hyperythra: Di ngực hung
- Erythrura kleinschmidti: Di mỏ hồng
- Erythrura papuana: Di Papua
- Erythrura pealii: Di Fiji
- Erythrura prasina: Di xanh
- Erythrura psittacea: Di họng đỏ
- Erythrura regia: Di hoàng gia
- Erythrura trichroa: Di mặt lam
- Erythrura tricolor: Di ba màu
- Erythrura viridifacies: Di mặt xanh

## Hình ảnh

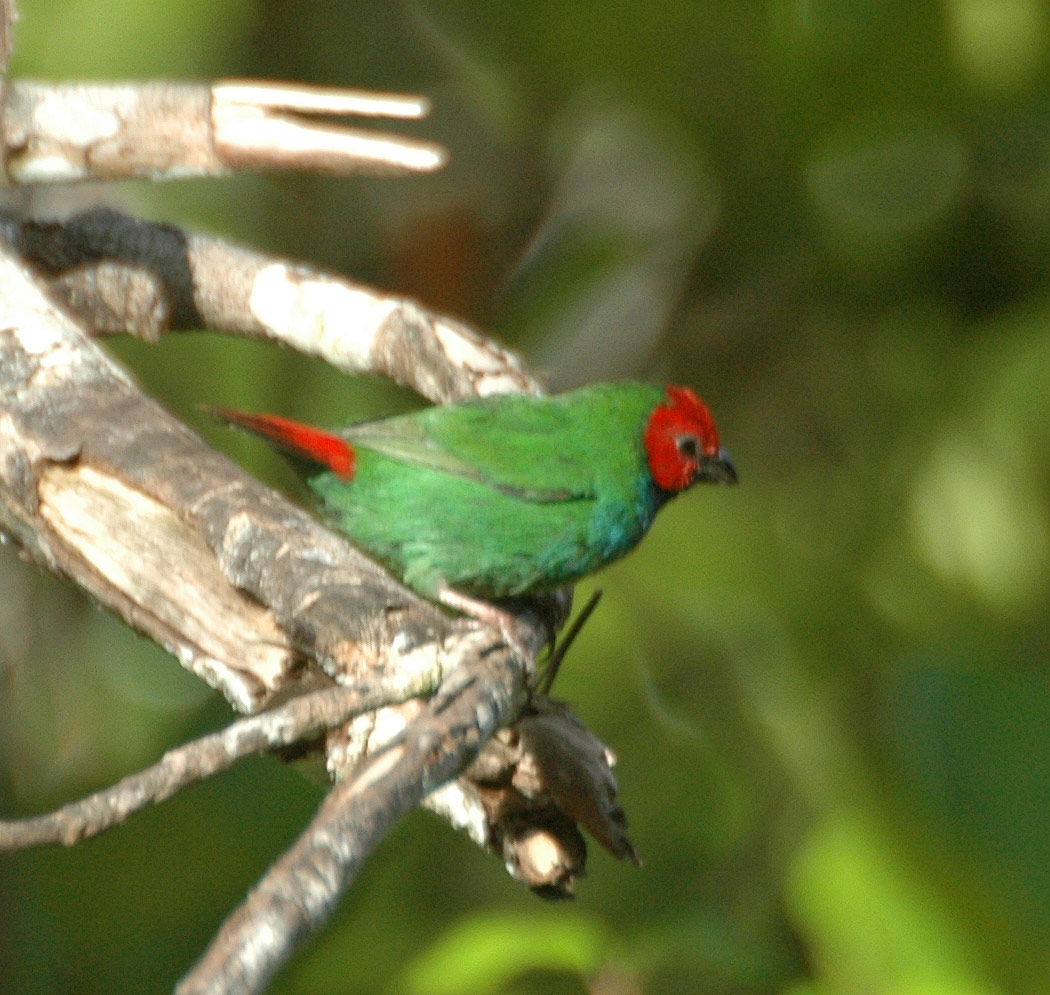
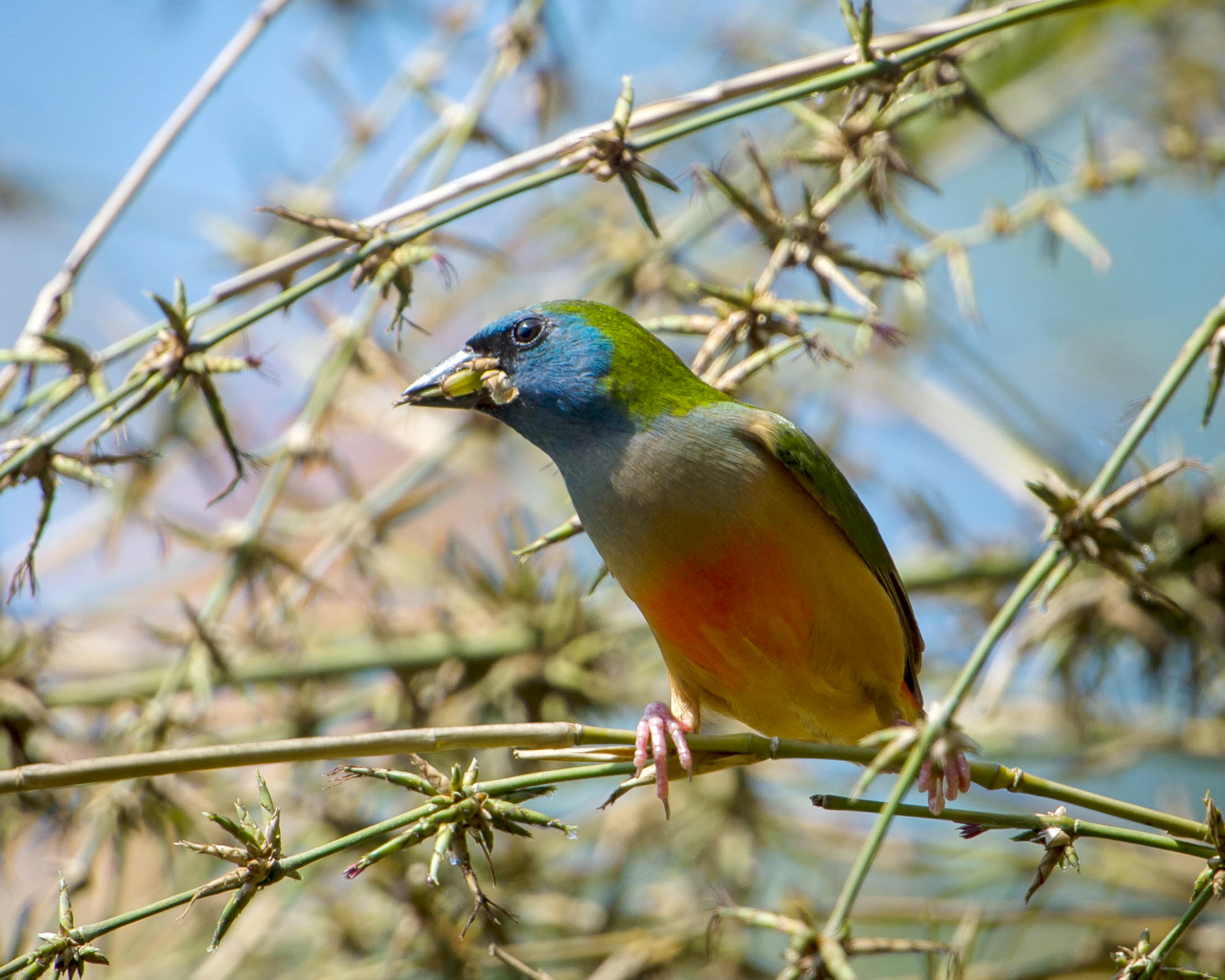
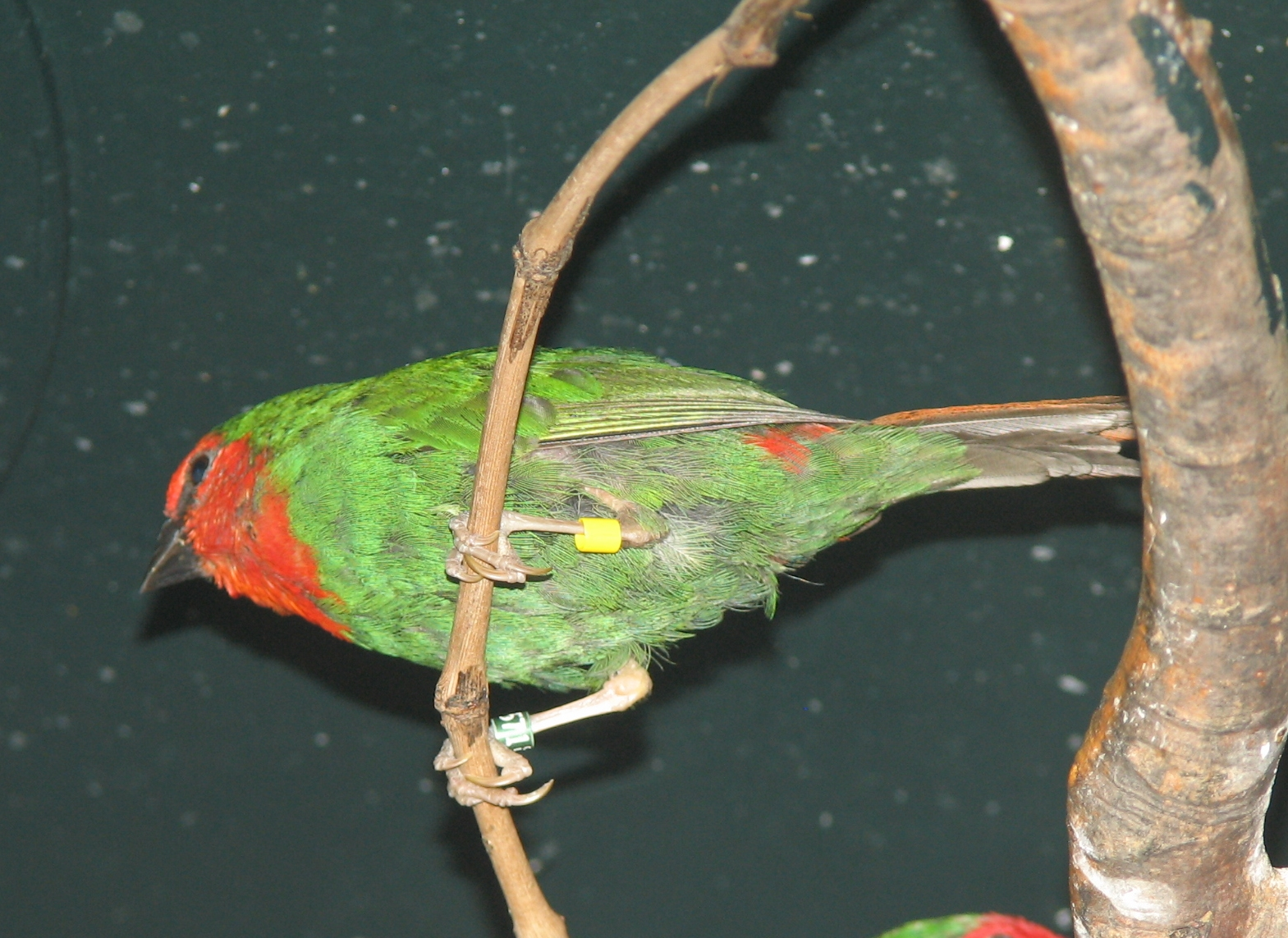
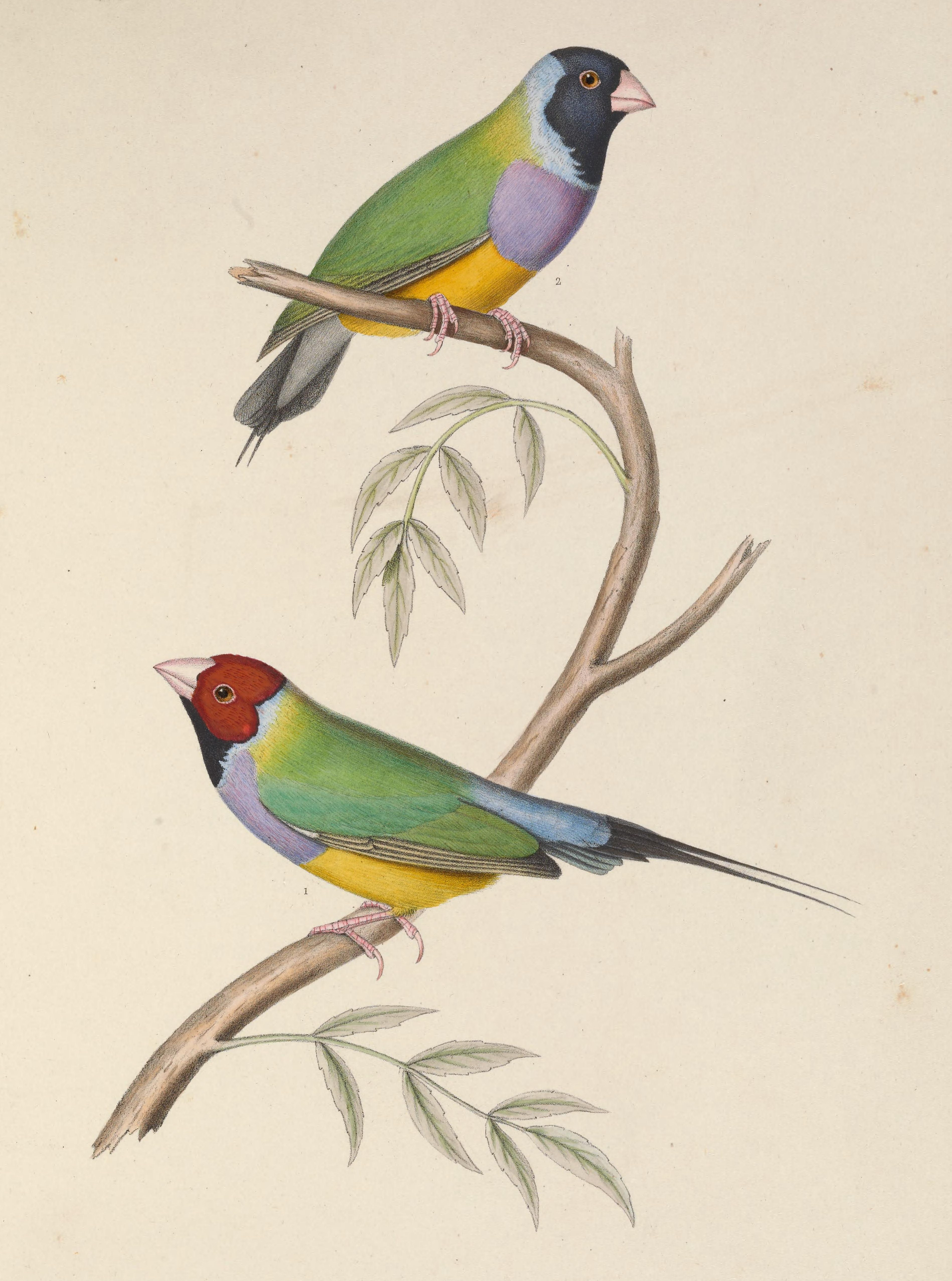